# Amb
Pour les articles homonymes, voir Amb.
1507–1969
Entités précédentes :
- Raj britannique

Entités suivantes :
- Pakistan

Amb est un ancien État princier des Indes, aujourd'hui partie de la province de Khyber Pakhtunkhwa au Pakistan. Ses souverains choisirent de rejoindre le Pakistan en 1947 et l'État fut intégré en 1969 à la province du Nord-ouest et le statut royal aboli en 1971.

## Dirigeants: Mir puis Nawab
- Mir
  - ? - 1803 Haibat-Khan (en)
  - 1803- ? Hashim-Ali Khan
  - ? - 1818 : Nawwab Khan (en)
  - 1818 - 1840 : Payenda Khan (en)
  - 1840 - 1858 : Jahandad Khan (en)
- Nawab
  - 1858 - 1907 : Mohammad Akram Khan (en)
  - 1907 - 1936 : Zaman Khan (en) (+1936)
  - 1936 - 1969 : Mohammad Farid Khan (en) (+1971)